# Set turons de Lisboa
Els set turons de Lisboa és un dels noms amb que és coneguda la capital portuguesa. Lisboa va ser fundada en una població envoltada de set turons: São Jorge, São Vicente, São Roque, Santo André, Santa Catarina, Chagas i Sant´Ana, visibles des de l'estuari del Tajo. Frei Nicolau d'Oliveira, al segle xvii, es va referir a elles en el Llibre de les grandeses de Lisboa.
- Turó de São Jorge, també anomenat del Castell, és el més alt dels set, on es troba l'actual Castell de San Jordi i on es creu que va aparèixer el primer poblat que va donar origen a Lisboa. En aquest turó i per sota del Castell van aparèixer vestigis del oppidum romà (sent per aquest motiu la part cèntrica de l'antic municipi). Es coneix que el alcàsser àrab estava instal·lat on es va construir el castell del temps de la Reconquista que encara avui existeix. La seva àrea geogràfica comprèn actualment els barris de la Mouraria, del Castelo i part del d'Alfama (sud-est).

- Turó de São Vicente, on queda l'actual Barri de Alfama i el Convent de São Vicente de Fora.

- Turó de Sant'Ana, on quedava el Mosteiro de les freiras Dominicanas de Nossa Senhora da Anunciada, lloc on ara queda el Largo da Anunciada. Aquest turó es localitza a l'oest del Castell de Sant Jordi, havent constituït un esporão entre la Ribeira de Valverde a ponent i la Ribeira de Arroios la nascente, que en la seva confluência el delimitaven al sud, equivalent a l'àrea actualment definida pel Carrer de Són José/Carrer de les Portes de Sant Antão, Carrer de la Palma/Ample del Martim Moniz i Plaça de la Figueira.

- Turó de Santo André, es conta que Alfons I de Portugal aprofitant les qualitats estratègiques de la regió va instal·lar en aquest turó, el 1147, les seves tropes per a atacar la ciutat. En el terratrèmol de 1551, molts habitants de la ciutat antiga van escollir els pujols de la Gràcia i de Santo André per ser molt altes i per ser els llocs menys ocupats i de "millors aires". Moltes famílies nobles es van instal·lar en la regió i van adquirir cinquenes on van construir cases de camp, que més tard van donar lloc a grans palaus que es localitzen sobretot al llarg de les calçades de la Gràcia i Sant André i encara en l'Ample de la Gràcia.

- Turó de les Chagas, el nom és atribuït per l'Església que van edificar els mariners de la ruta de l'Índia en lloança a la Chagas de Crist, correspon actualment a l'àrea que se situa a Largo do Carmo i els seus voltants.

- Turó de Santa Catarina, que va actualment del Camões fins a la Calçada del Combro.

- Turó de São Roque, també confós amb el turó de São Pedro de Alcântara que mai va existir doncs aquesta designació és d'un Carrer i d'un Jardí amb un nom recent, en la mateixa se situa el Miradouro de São Pedro de Alcântara.